# Einersdorf (Trautskirchen)
Einersdorf ist ein Gemeindeteil der Gemeinde Trautskirchen im Landkreis Neustadt an der Aisch-Bad Windsheim (Mittelfranken, Bayern). Einersdorf liegt in der Gemarkung Trautskirchen.

## Geografie
Das Dorf liegt an der Zenn. Im Westen liegt das Waldgebiet Langert. Ein Gemeindeverbindungsstraße führt nach Dagenbach (1,7 km südwestlich) bzw. nach Trautskirchen zur Staatsstraße 2413 (0,3 km nördlich).

## Geschichte
Der Ort wurde 1265 als „Einharsdorf“ erstmals urkundlich erwähnt. Der Ortsname enthält den Personennamen Eginhard, der als Gründer der Siedlung angesehen werden kann. Ende des 13. Jahrhunderts erfolgte eine Erwähnung als „Einaharsdorf“.
Im Jahre 1286 hatte das Kloster Heilsbronn dort bereits Güter. Der Abt Friedrich von Hirschlach kaufte 1346 einen Hof von Friedrich Derrer in Nürnberg. Der Erzbischof Heinrich von Anavarsa schenkte dem Kloster im Jahr 1390 Gefälle von einem Gut. Das Kloster erwarb insgesamt sechs Anwesen, zwei Weinberge, die im Dreißigjährigen Krieg alle verödeten.
Gegen Ende des 18. Jahrhunderts gab es in Einersdorf zehn Anwesen. Das Hochgericht übte das Obervogteiamt Virnsberg aus. Die Dorf- und Gemeindeherrschaft hatte das brandenburg-bayreuthische Kastenamt Neuhof, das Rittergut Frohnhof, das Landesalmosenamt der Reichsstadt Nürnberg und die Deutschordenskommende Nürnberg gemeinsam inne. Grundherren waren das Kastenamt Neuhof (1 Sechstelhof), die Deutschordenskommende Nürnberg (1 Halbhof, 1 Viertelhof, 1 Sechstelhof, 1 Gemeindehirtenhaus), die Pfarrei Trautskirchen (1 Sechstelhof), das Rittergut Trautskirchen (1 Viertelhof), das Rittergut Frohnhof (2 Halbhöfe) und das Landesalmosenamt (1 Sechstelhof).
Im Rahmen des Gemeindeedikts wurde Einersdorf dem 1808 gebildeten Steuerdistrikt Buch und der 1811 gegründeten Ruralgemeinde Buch zugeordnet und unterstand dem Landgericht Ansbach. Am 4. Januar 1824 wurde auch Einersdorf nach Neuhof umgemeindet und kam so an den Steuerdistrikt Neuhof und zum Landgericht Markt Erlbach. Am 30. Januar 1851 erfolgte schließlich die Umgemeindung nach Trautskirchen.

## Einwohnerentwicklung
| Jahr      | 001818 | 001840 | 001861 | 001871 | 001885 | 001900 | 001925 | 001950 | 001961 | 001970 | 001987 |
| Einwohner | 81     | 48     | 57     | 63     | 61     | 46     | 47     | 52     | 51     | 40     | 45     |
| Häuser    | 9      | 9      |        |        | 11     | 11     | 9      | 10     | 10     |        | 12     |
| Quelle    | [ 13 ] | [ 14 ] | [ 15 ] | [ 16 ] | [ 17 ] | [ 18 ] | [ 19 ] | [ 20 ] | [ 21 ] | [ 22 ] | [ 1 ]  |

## Religion
Der Ort ist seit der Reformation evangelisch-lutherisch geprägt und nach St. Laurentius (Trautskirchen) gepfarrt. Die Einwohner römisch-katholischer Konfession sind nach Mariä Himmelfahrt (Sondernohe) gepfarrt.